# Gehofen
Gehofen település Németországban, azon belül Türingiában. Lakosainak száma 599 fő (2023. december 31.). Gehofen Reinsdorf és An der Schmücke községekkel határos.

## Népesség
A település népességének változása:
| Lakosok száma | 615  | 608  | 600  | 603  | 599  |
|               | 2017 | 2019 | 2021 | 2022 | 2023 |